# Salida de emergencia (seguridad)

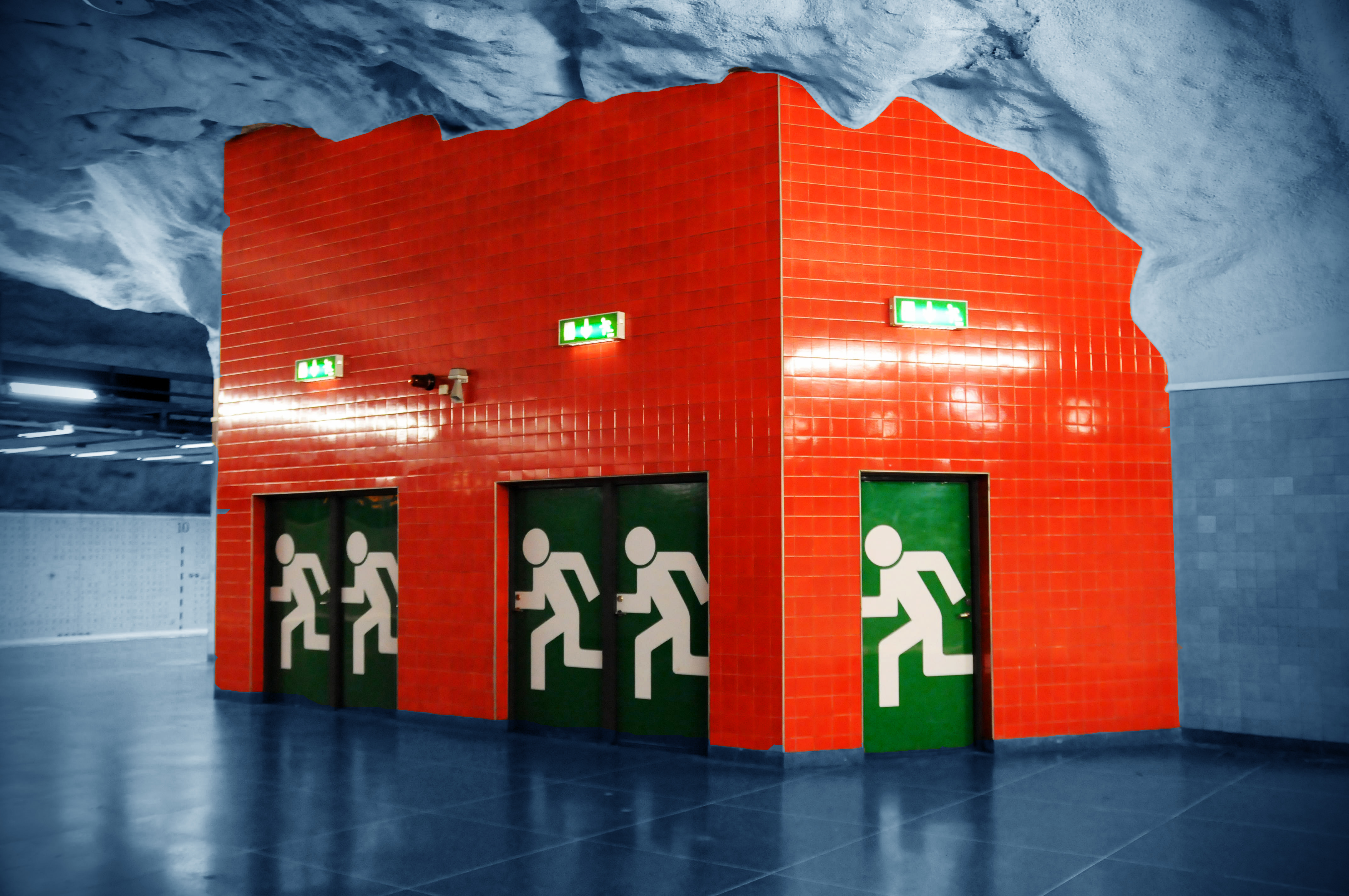
Salida de emergencia del Metro de Estocolmo (Suecia).

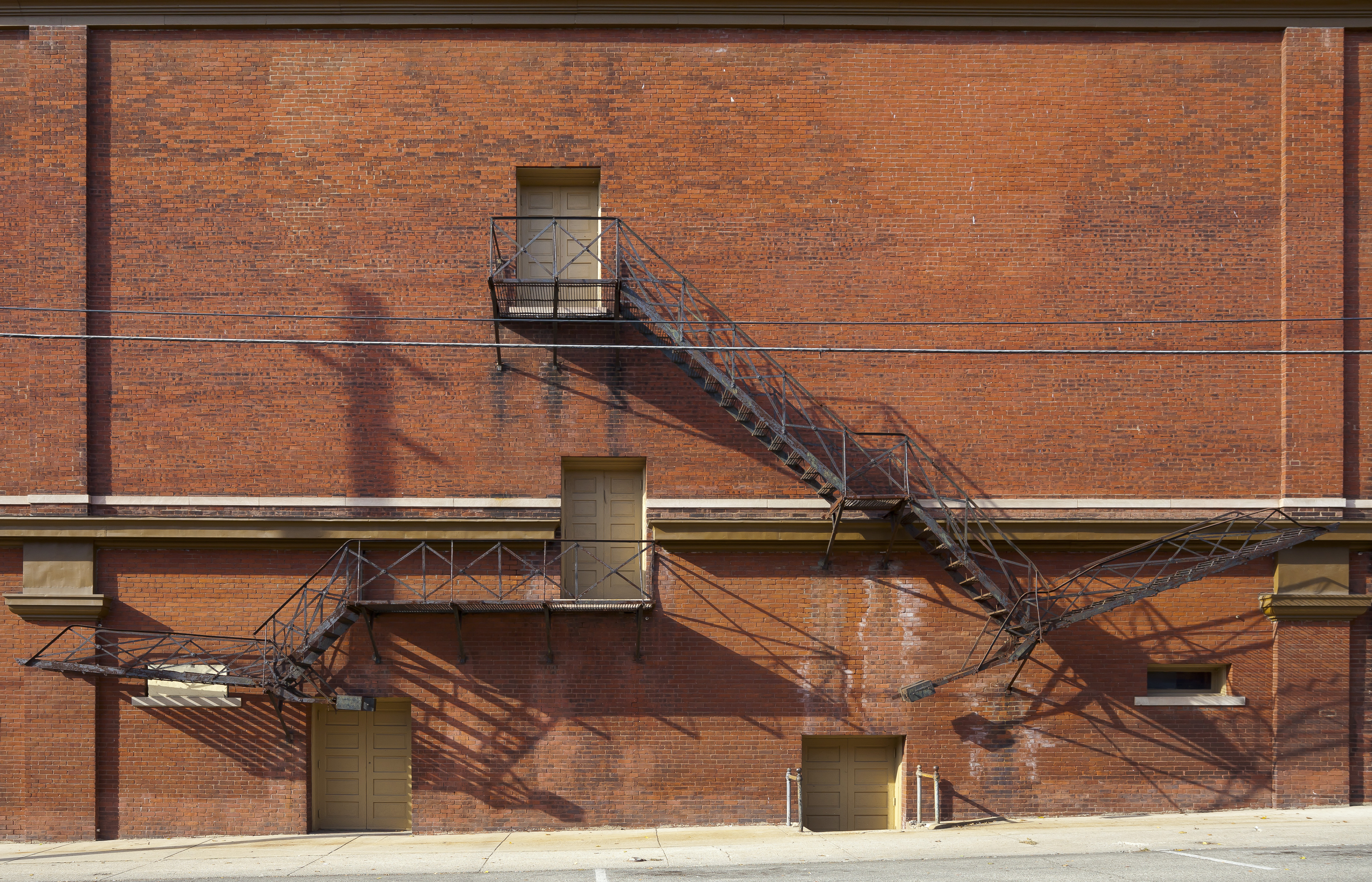
Vista exterior de una salida de emergencia en Wabash, Indiana, EE. UU.

Una salida de emergencia es una estructura de salida especial para emergencias, tales como un incendio: el uso combinado de las salidas regulares y especiales permite una rápida evacuación, mientras que también proporciona una alternativa si la ruta a la salida normal es bloqueada por el fuego, por ejemplo.
Por lo general, tienen una ubicación estratégica con la apertura de puertas hacia afuera con una barra de choque en ella y con señales de salida que conducen a ella. El nombre es una referencia, sin embargo, una salida de emergencia también puede ser una puerta principal dentro o fuera. Una salida de incendios es un tipo especial de salida de emergencia, montado en el exterior de un edificio.
Los códigos locales de construcción a menudo dictan el número de salidas de emergencia necesarias para un edificio de un tamaño dado. Esto puede incluir la indicación del número de escaleras. Para que un edificio más grande que una casa particular, los códigos modernos, invariablemente, especificar por lo menos dos juegos de escaleras. Además, tales escaleras deben estar completamente separadas unas de otras. Algunos arquitectos cumplen con este requisito de vivienda de dos escaleras en una "doble hélice" de configuración donde dos escaleras ocupan el mismo espacio, entrelazadas.

## Tipos de salidas de emergencia

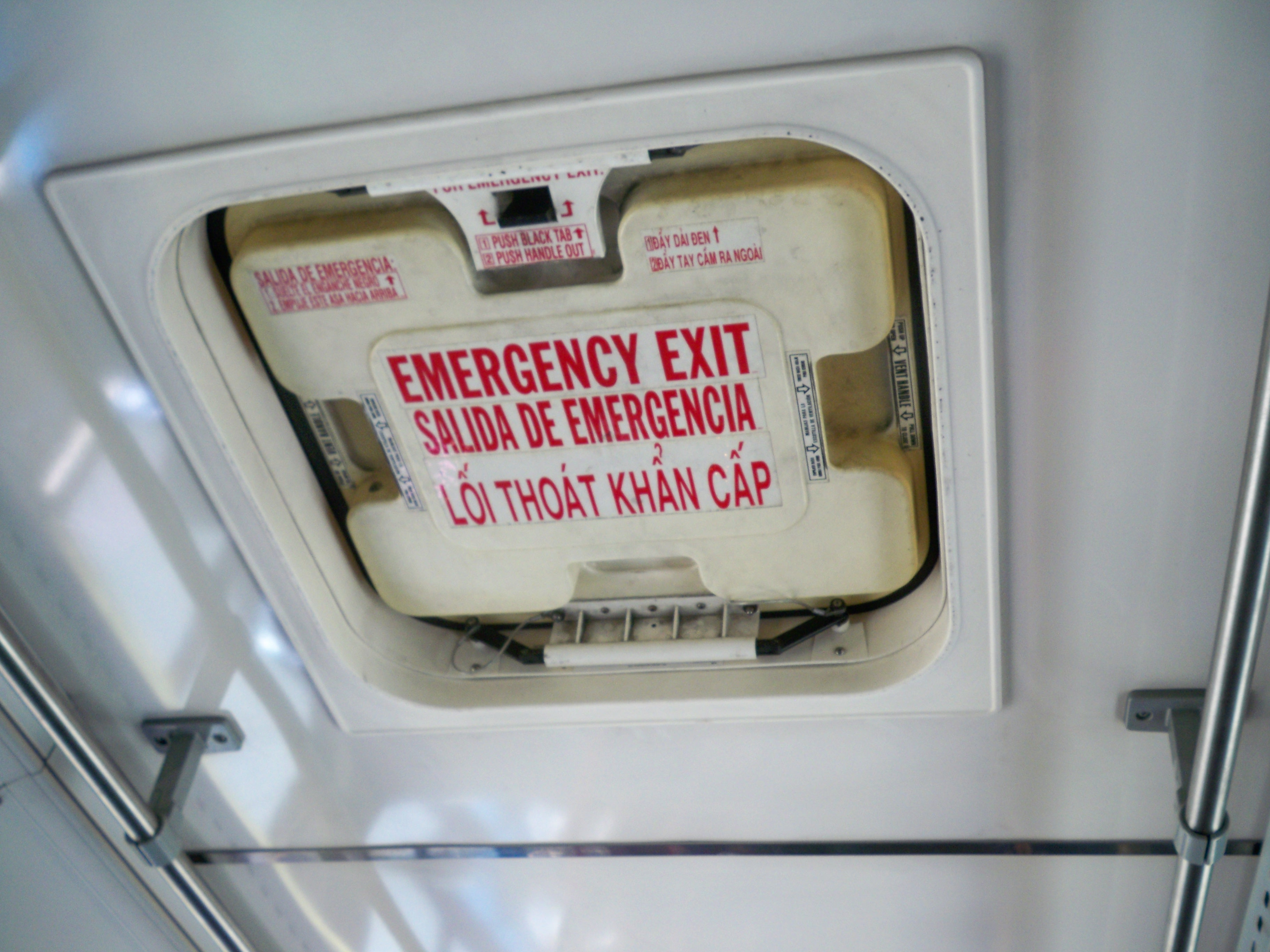
La salida de emergencia la parte superior de un autobús público.
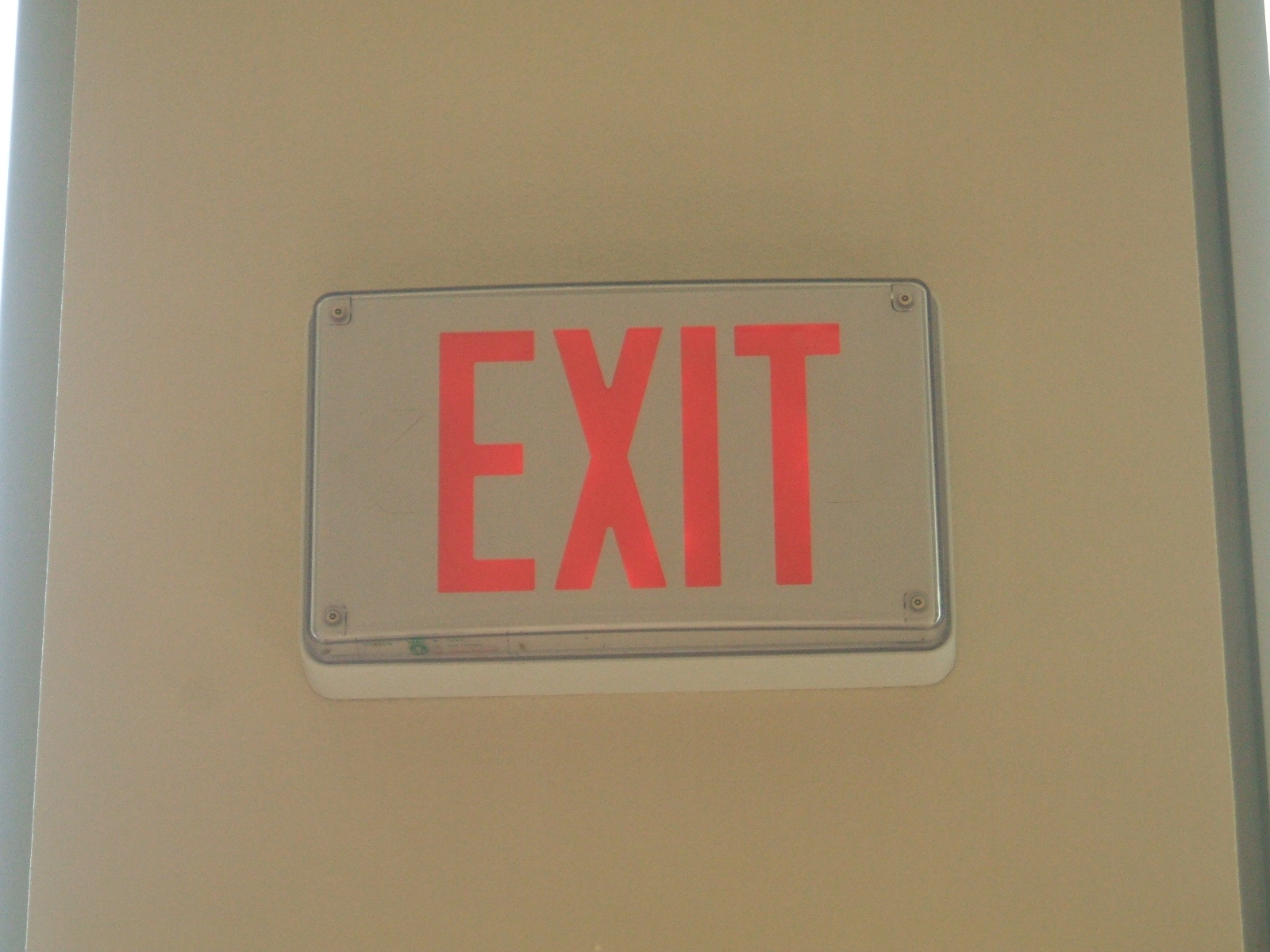
Una Exit Sign con letras rojas propia de Estados Unidos.
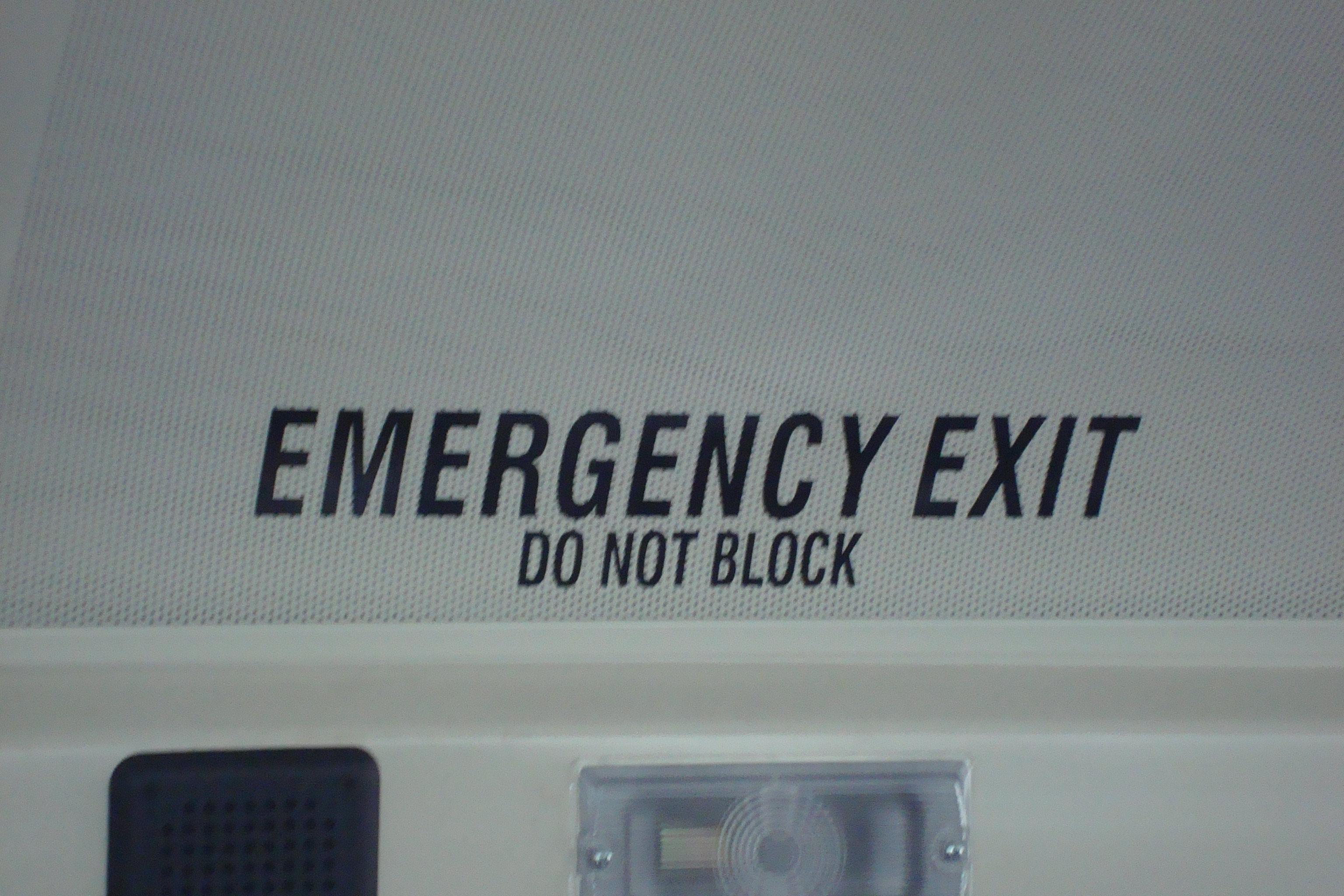
Salida de emergencia en un autobús escolar.
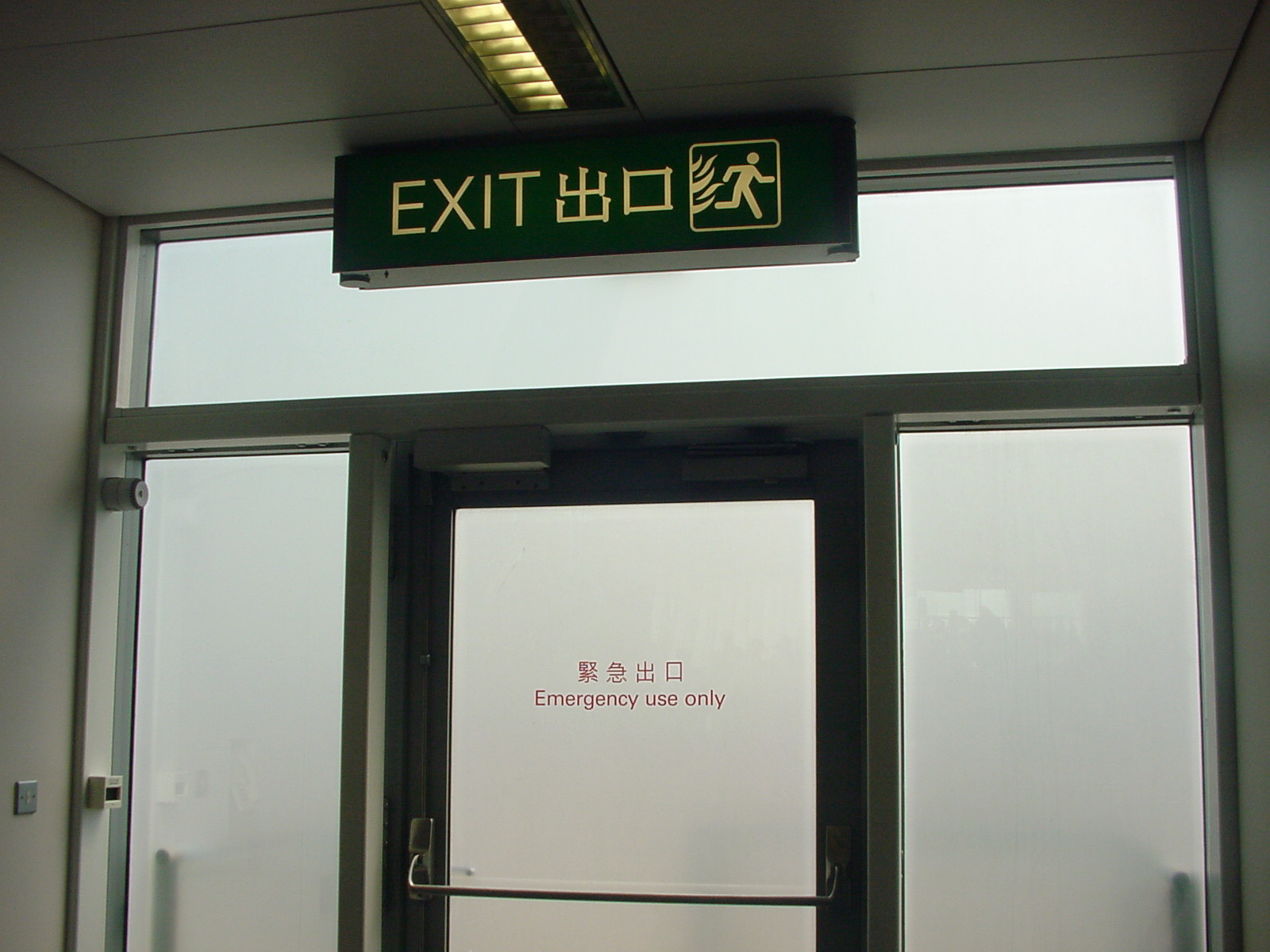
Salida de emergencia en el Aeropuerto Internacional de Hong Kong.
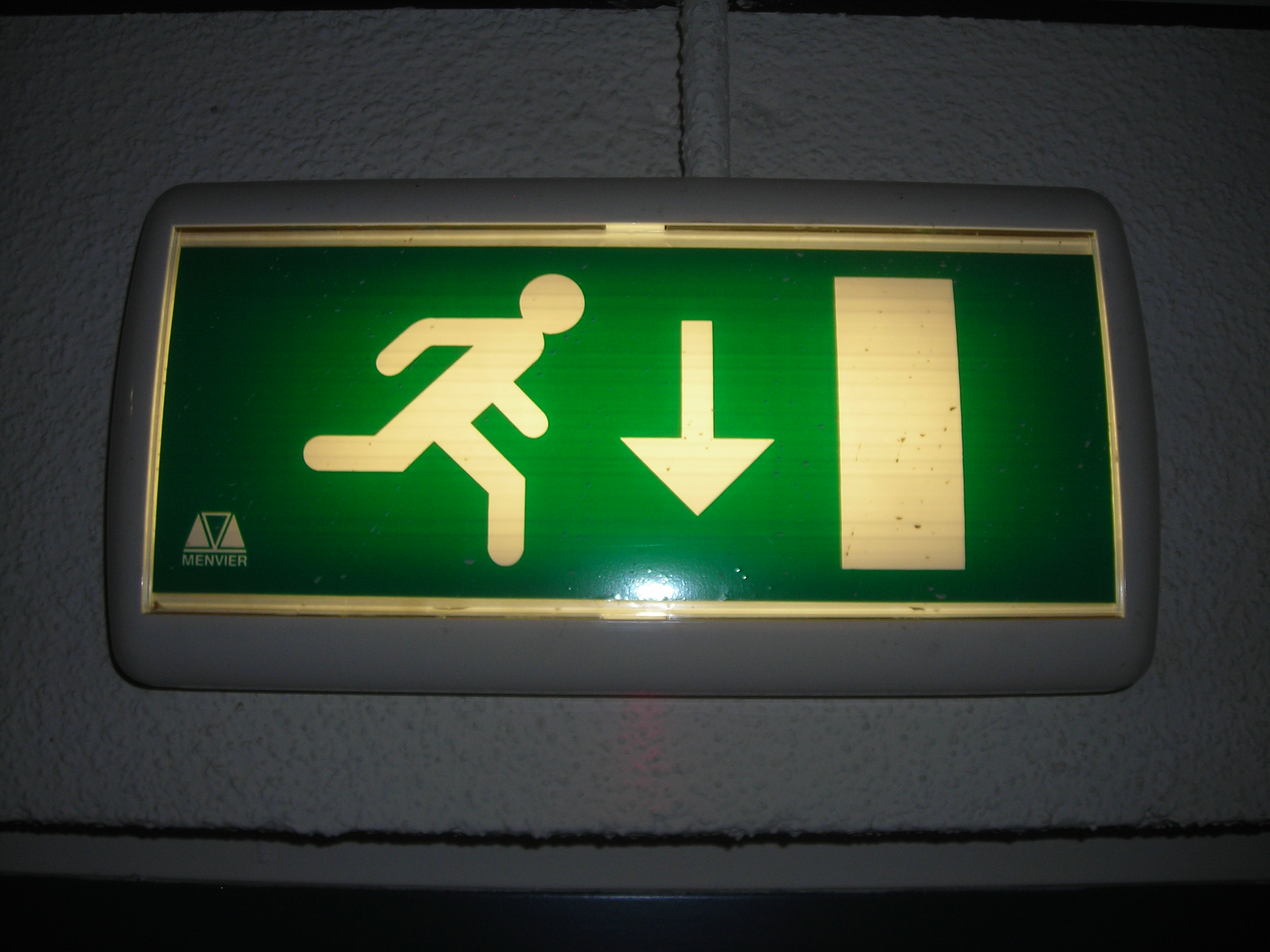
Luz de emergencia con un pictograma.